# Wittgenstein's levensvorm
'Wittgensteins's levensvorm' is een essay van de Nederlandse schrijver Willem Frederik Hermans over de Filosofische onderzoekingen van de Oostenrijkse filosoof Ludwig Wittgenstein, gepubliceerd in 1964. Het essay gaat in op de filosofie van Wittgenstein en vergelijkt diens opvattingen met het werk van Franz Kafka. Het essay vormt de slotafdeling van de essaybundel Het sadistische universum.

## Inhoud
Het essay is geen filosofische verhandeling, maar een literair essay dat niet systematisch is opgezet. Zo komen de eerste 190 genummerde fragmenten van de Filosofische onderzoekingen niet ter sprake. Het essay bevat een ruime keuze aan citaten, omdat het geen boek is dat zich laat samenvatten. Daarbij komen ook de andere publicaties van Wittgenstein en publicaties over hem ter sprake.
Veel voorbeelden van bijzonder taalgebruik, in het essay 'taalspelen' genoemd, een term van Wittgenstein, zijn ontleend aan de literatuur, bijvoorbeeld aan de Vijftigers. Ook vergelijkt Hermans Wittgenstein uitvoerig met het werk van Franz Kafka.

## Receptie
Wittgenstein was in Nederland nog volstrekt onbekend toen dit essay in Het sadistische universum verscheen. Biograaf Otterspeer merkt op dat de intelligentsia niet zoveel met Wittgenstein wist aan te vangen en de meeste recensenten, waaronder J.J. Oversteegen, kenden hem niet. Otterspeer beschouwt dit essay als de belangrijkste van de publicaties die Hermans aan Wittgenstein wijdde. Hij suggereert dat Hermans' fascinatie voor Wittgenstein voortkomt uit een gepercipieerde verwantschap:
Het ondenkbare denken, de aforistische manier waarop dit gebeurde, het feit dat Wittgenstein 'eigenlijk over steeds hetzelfde' schreef, het feit dat zijn problemen leken op grappen die geen grappen waren en die eigenlijk niet anders dan een verhulde vorm van autobiografie waren; het was allemaal verwant aan zijn eigen taalspel.

## Publicatiegeschiedenis
'Wittgenstein's levensvorm' verscheen in mei 1964 in het tijdschrift Podium, jaargang 18 (1963-1964), aflevering 7-8 (april-mei), 304-337. De laatste afdeling van de essaybundel Het sadistische universum uit 1964 bestond geheel uit dit essay. In 1990 werd het essay opgenomen in de verzamelde beschouwingen van Hermans over deze filosoof, de bundel Wittgenstein 23-70.